# NGC 2549
NGC 2549 je galaksija u zviježđu Risu.

## Vanjske poveznice
- SEDS: NGC 2549